# York Cemetery (Haspres)
Le cimetière « York Cemetery, Haspres » est un des deux cimetières militaires de la Première Guerre mondiale situés sur le territoire de la commune d'Haspres, Nord. Le second est le cimetière Haspres Coppice Cemetery.

## Localisation
Ce cimetière est implanté au sud-ouest du village, à 1,5 km des habitations. On y accède par un chemin agricole. À 1 km à l'est, on aperçoit l'autre cimetière militaire d'Haspres.

## Historique
Occupé dès la fin août 1914 par les troupes allemandes, le village d'Haspres est resté loin des combats jusqu'au 20 octobre 1918, date à laquelle il a été repris après de violents combats à l'aide de chars. Ce cimetière a été créé à cette date. Toutes les sépultures datent du 13 au 26 octobre 1918.

## Caractéristique
Ce cimetière comprend maintenant 147 sépultures dont 10 ne sont pas identifiées de la Première Guerre mondiale (137 Britanniques et 10 Allemands).

## Galerie

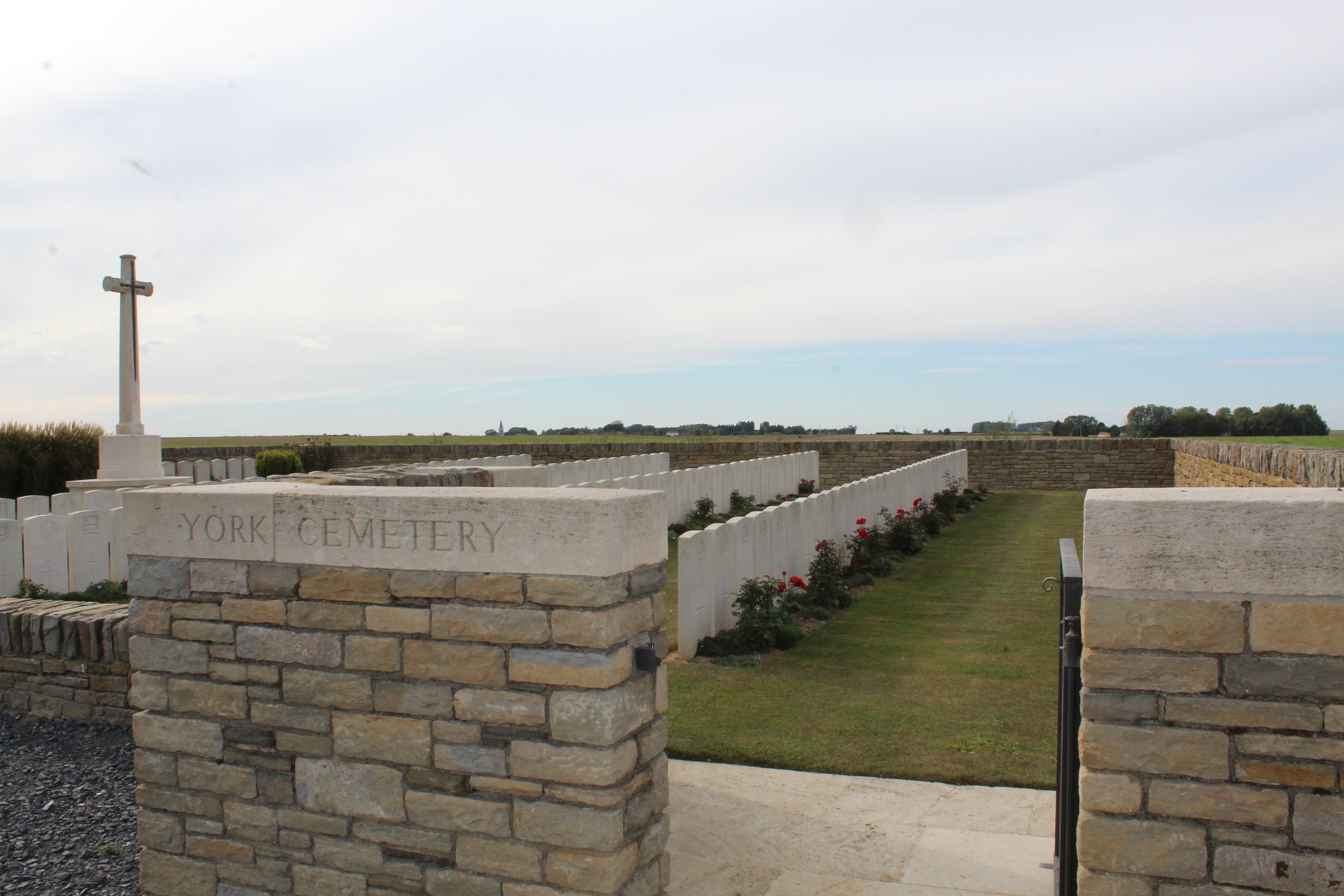
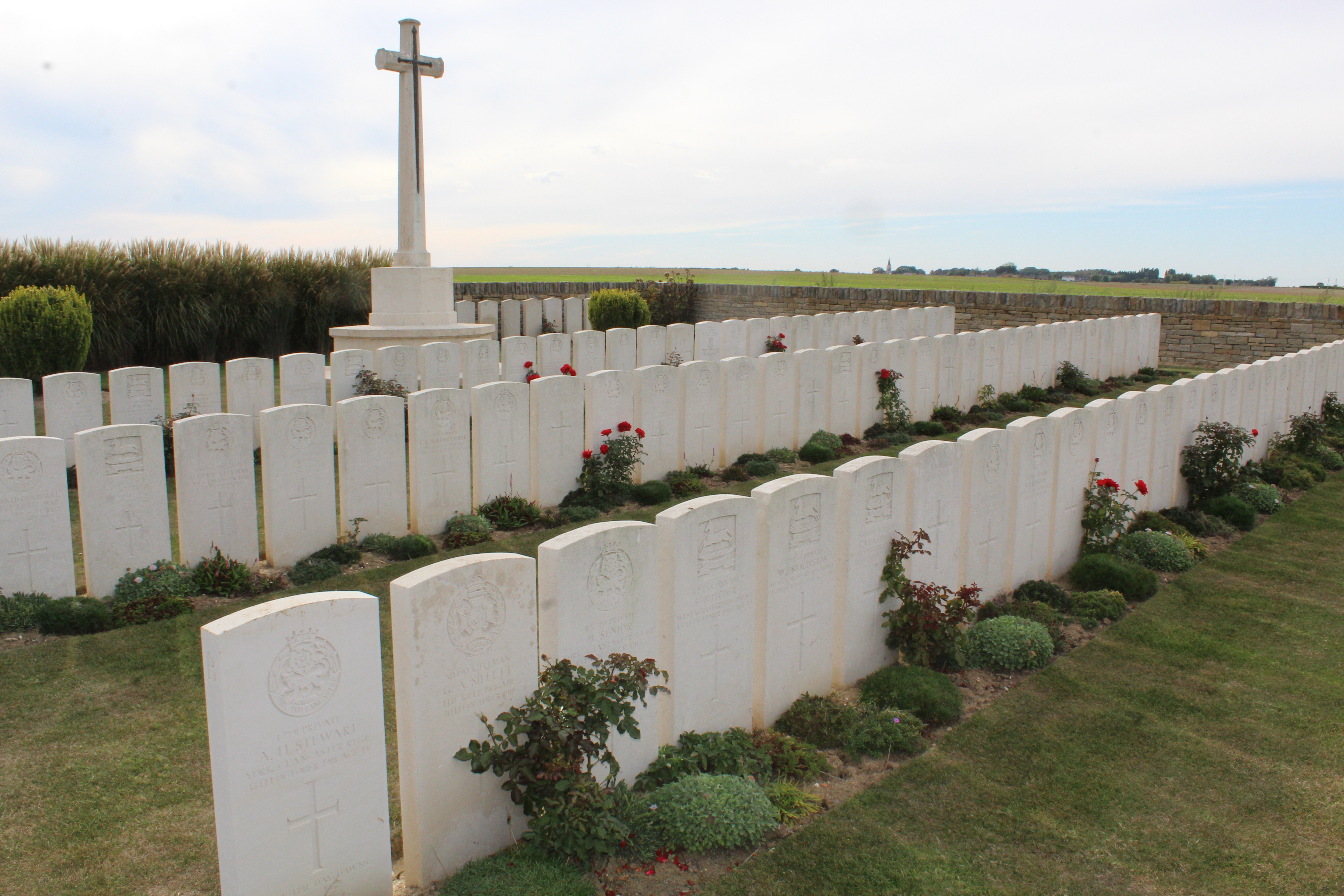
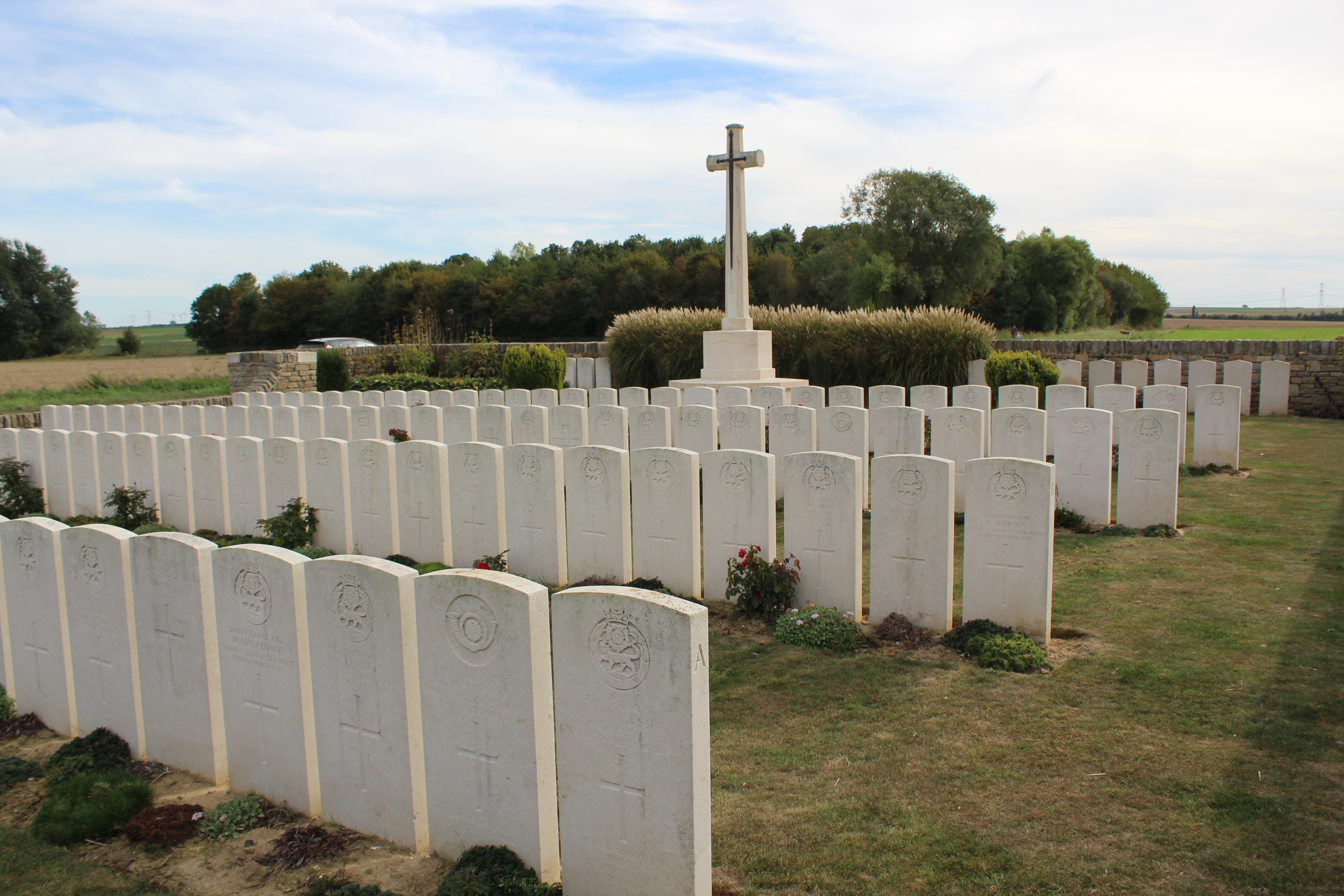
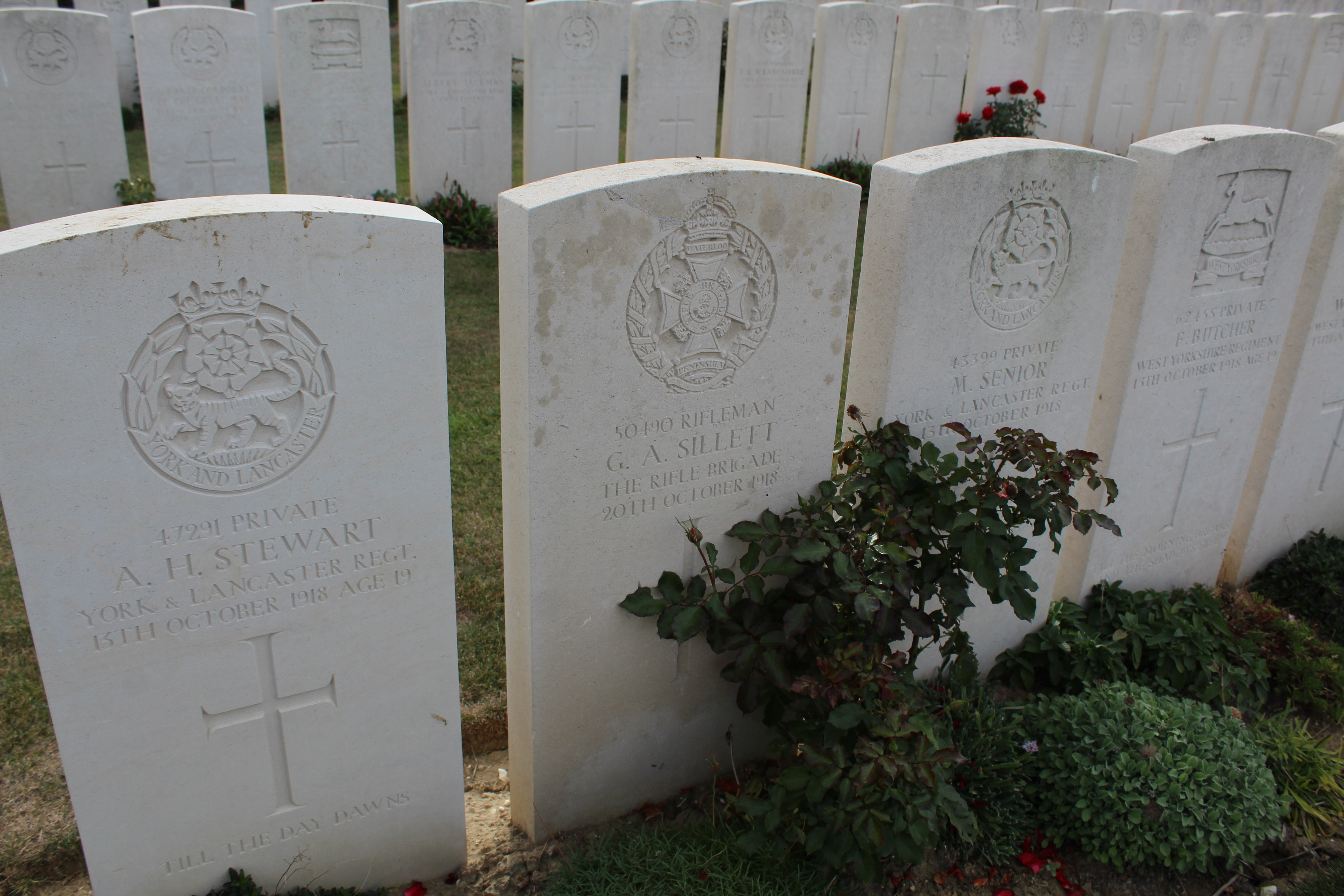

## Sépultures
| Pays        | Sépultures |
| ----------- | ---------- |
| Royaume-Uni | 137        |
| Allemagne   | 10         |
| Total       | 147        |